# Dông khô

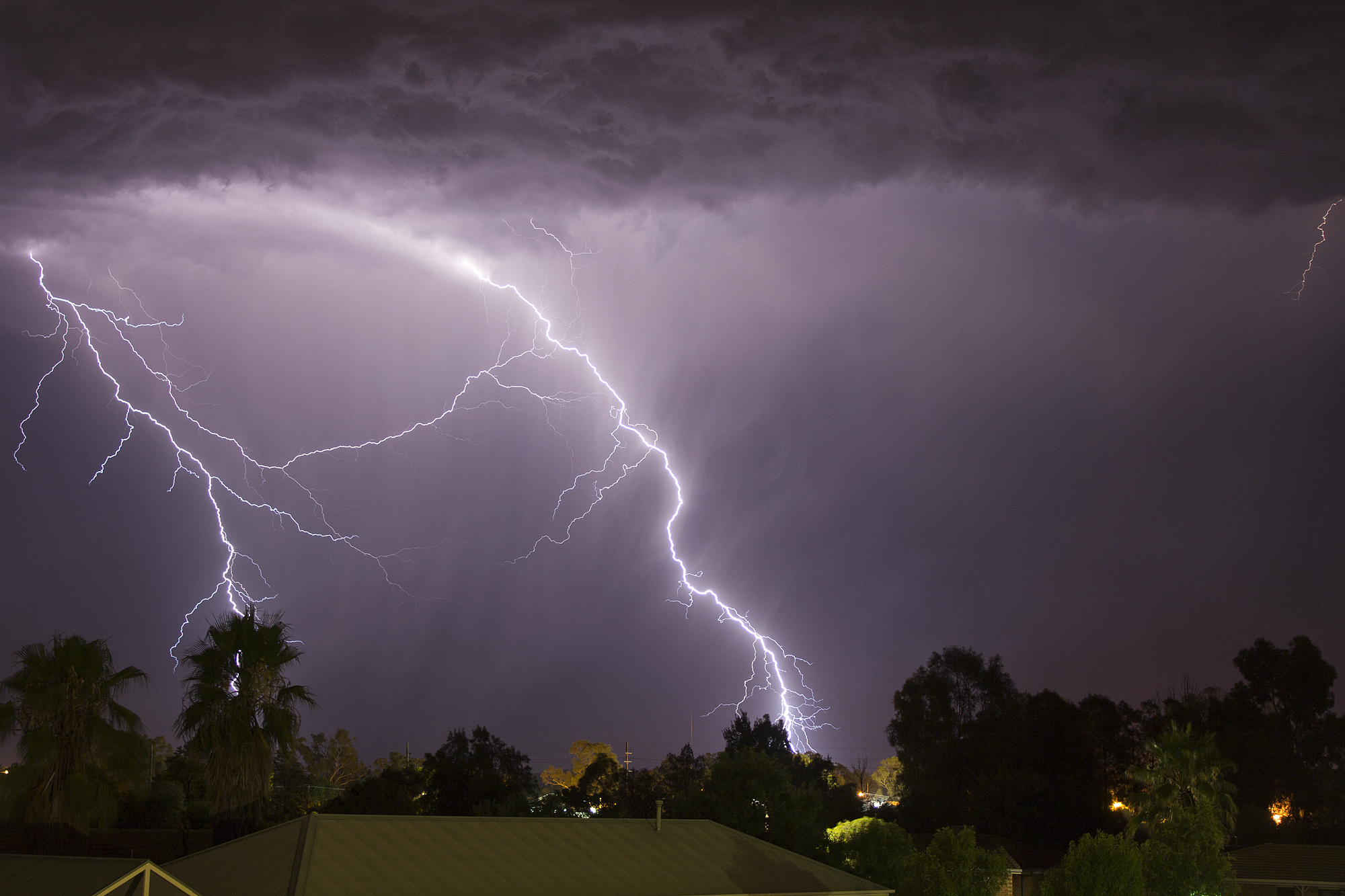
Một tia sét đánh từ mây xuống đất trong một cơn dông khô gần Wagga Wagga, Australia

Dông khô là một cơn dông tạo ra sấm sét, nhưng phần lớn hoặc tất cả lượng giáng thủy bị bốc hơi trước khi tới mặt đất. Sét khô chỉ các đợt sét xảy ra trong cơn dông khô. Đây là những hiện tượng phổ biến ở miền Tây Hoa Kỳ, do đó các từ này đôi khi được dùng thay nhau.
Dông khô thường đặc biệt xảy ra trong điều kiện thời tiết khô, và sét của chúng là một nguyên nhân chủ yếu của các đám cháy hoang dã. Bởi lý do đó, National Weather Service của Hoa Kỳ, và các cơ quan khác trên toàn cầu thường ban hành thông báo khả năng xảy ra của nó trên diện rộng.

## Tại sao dông khô xảy ra
Dông khô thường xảy ra tại vùng hoang mạc hay những nơi mà các lớp thấp của khí quyển thường chứa rất ít hơi nước. Toàn bộ lượng giáng thủy rơi xuống từ các cơn dông trên cao có thể bị bốc hơi hoàn toàn khi nó rơi qua các lớp không khí khô phía thấp. Dông khô là hiện tượng thường xuyên trong những tháng mùa hè trên phần lớn miền tây của Bắc Mỹ và những vùng khô hạn khác. Các vệt giáng thủy được thấy rơi xuống từ một đám mây nhưng không thể chạm tới mặt đất được gọi là "virga".
Một cơn dông không nhất thiết phải khô hoàn toàn để được coi là dông khô, tại nhiều khu vực lượng mưa 0,1 inch (2,5 mm) là ngưỡng giữa một cơn dông "ướt" và "khô".

## Nguy cơ
Dông khô đáng chú ý bởi hai lý do: chúng là một trong những nguyên nhân tự nhiên phổ biến nhất của cháy rừng, và chúng có thể tạo ra các cơn gió giật mạnh trên bề mặt có thể thổi vào lửa.

### Bão bụi
Các cơn gió mạnh thường phát triển xung quanh các cơn dông khô khi lượng giáng thủy bay hơi làm cho không khí dưới cơn dông bị lạnh đi một cách quá mức, làm tăng khối lượng riêng của nó và do đó trở nên nặng hơn so với không khí xung quanh. Lượng khí mát này đi xuống một nhanh chóng và thổi ra xung quanh khi tới mặt đất, một hiện tượng thường được gọi là microburst khô. Khi các cơn gió giật mở rộng ra xung quanh cơn dông, đất cát khô thường bị gió mạnh cuốn lên, tạo thành các cơn bão cát và bụi được gọi là haboob.

### Lửa

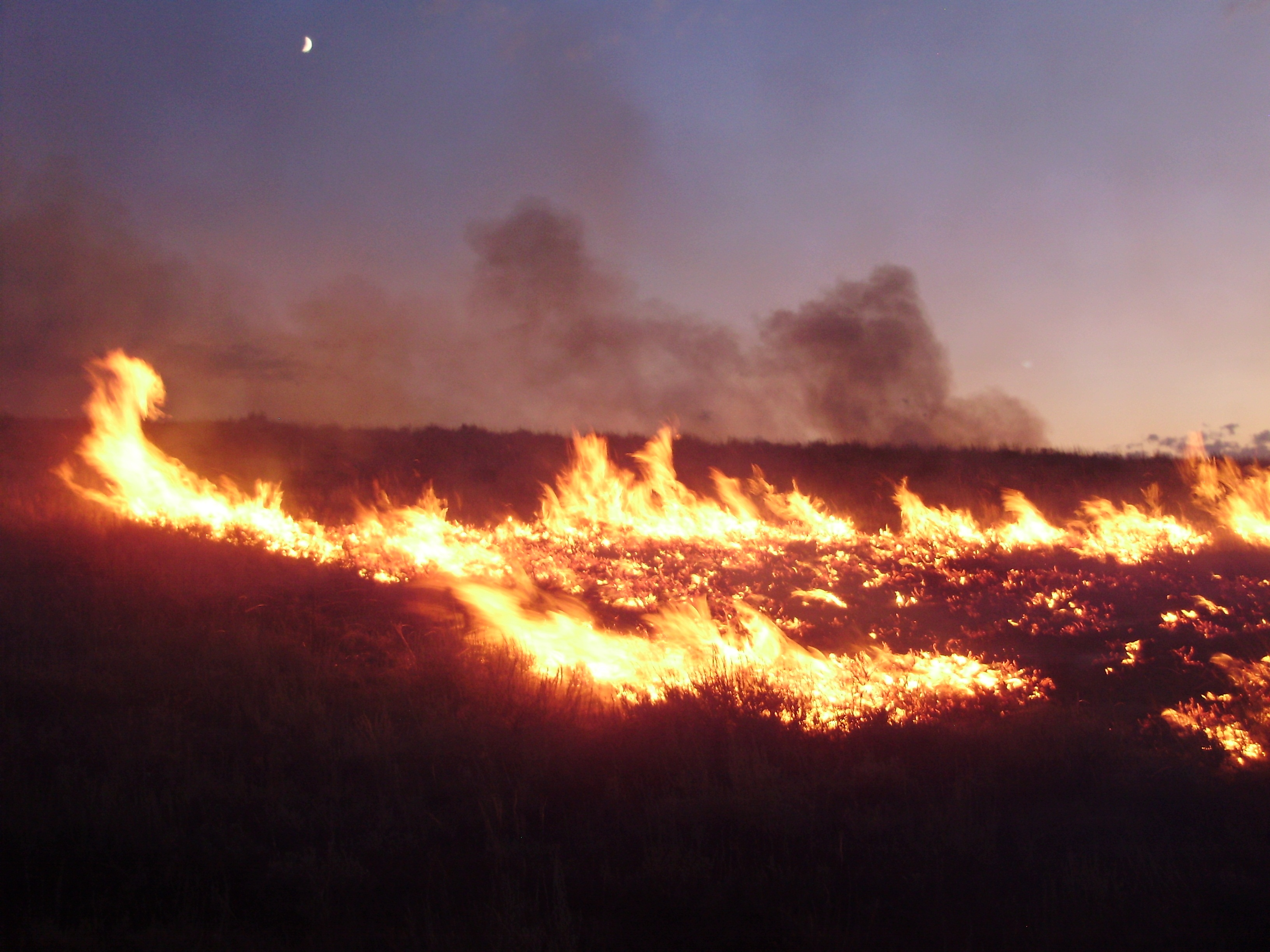
Một trận cháy hoang dã do sét tại Nevada.

Tại những khu vực nơi tồn tại nhiều cây cối hay các thảm thực vật khác, có rất ít hoặc hoàn toàn không có mưa để ngăn chặn tia sét làm cho chúng bắt lửa cháy. Gió bão cũng thổi vào đám cháy và bão lửa, làm cho nó lan rộng ra nhanh hơn.
Mây pyrocumulonimbus là những đám mây dạng tích có thể hình thành trên một đám lửa cháy lớn và cực kỳ khô. Khi những lớp cao hơn trong khí quyển trở nên mát hơn, và mặt đất do đó sẽ bị làm nóng tới một nhiệt độ khắc nghiệt do cháy rừng, núi lửa, hay các hiện tượng khác, thì đối lưu sẽ xảy ra và tạo ra các đám mây đó và sấm sét. Chúng tương tự các loại mây tích khác nhưng hấp thụ thêm các hạt phân tán từ đám cháy. Do điều này, chênh lệch điện thế giữa phần đỉnh và chân đám mây tăng lên, tạo điều kiện sinh ra tia sét.